# Melanodryas vittata
Petróica-da-tasmânia ou papinho-da-tasmânia (Melanodryas vittata) é uma espécie de ave da família Petroicidae, endémica da Austrália.